# Particulă subatomică
În fizică, se numește particulă subatomică o componentă a materiei de dimensiuni inferioare dimensiunilor unui atom. Există două tipuri de particule subatomice: particule elementare (care, conform teoriilor actuale, nu sunt la rândul lor compuse din alte particule) și particule compuse.